# Wade Guyton
Wade Guyton est un artiste contemporain américain, né en 1972 à Hammond, dans l'Indiana.

## Biographie
Wade Guyton vit et travaille à New York. Ses œuvres réalisent un bouleversement complet des codes du modernisme. Elles sont produites à l’aide de très grandes imprimantes jet d’encre dans lesquelles Guyton fait passer plusieurs fois la toile pour y imprimer des motifs et lettrages dont les erreurs, les coulures et les défauts d’impression font partie de son processus artistique.
Wade Guyton fait partie du collectif Continuous Project. Les autres membres de ce collectif sont : Kelley Walker, Seth Price, Bettina Funcke et Josh Smith.

## Collections publiques et privées
- Museum of Modern Art, New York
- Whitney Museum of American Art, New York
- Musée d'Art contemporain de Los Angeles, Los Angeles
- Centre national d'art et de culture Georges-Pompidou, Paris
- Art Institute of Chicago, Chicago
- Carnegie Museum of Art, Pittsburgh
- Kunstmuseum (Bâle), Bâle
- Pinakothek der Moderne, Munich
- Musée Ludwig, Cologne
- Musée d'Art de Dallas, Dallas